# Ammospermophilus nelsoni
Ammospermophilus nelsoni är en däggdjursart som först beskrevs av Clinton Hart Merriam 1893.  Ammospermophilus nelsoni ingår i släktet Ammospermophilus och familjen ekorrar. Inga underarter finns listade.

## Beskrivning
Kroppen är cylindrisk och avsmalnande i båda ändar, med små, rundade öron, små, men kraftiga ben, och en lång, yvig svans. Den har gulbrun till rödbrun päls med en vit strimma längs varje sida. På huvudet har den en vit ring kring varje öga. Vinterpälsen är mörkare än sommarpälsen. Hanen är något större än honan, med en kroppslängd mellan drygt 23 till nästan 27 cm, mot honans 23 till drygt 25 cm. Vikten varierar mellan 142 och 179 g.

## Ekologi
Arten vistas på slätmark eller flacka sluttningar och låga bergstrakter som är upp till 1 100 meter höga. Den går dock sällan högre än 800 m. Habitatet utgörs av torra gräsmarker eller halvöknar med glest fördelade buskar på sedimenterade, lösa jordarter.
Individerna lever i underjordiska bon som ofta grävs av andra djur som känguruspringmöss (Dipodomys). De bildar vanligen familjegrupper på 6 till 8 individer. Ammospermophilus nelsoni stannar vanligen i boet när vädret är för varmt eller för kallt (under 10ºC eller över 32ºC) men arten håller varken sommar- eller vinterdvala. Arten är starkt revirhävdande och ger sig sällan utanför sina egna revir. Genomsnittlig revirstorlek är 4,4 ha.
Den genomsnittliga livslängden är mindre än ett år på grund av ungarnas höga dödlighet, men enskilda individer kan bli över fem år gamla. I fångenskap har arten lyckats bli 5 år och 8 månader.

### Föda och predation
Arten är allätare, och söker aktivt efter insekter, gröna växtdelar och frön, men kan även äta små ryggradsdjur som ödlor, andra smågnagare och as (även av sin egen art).
Själv utgör arten föda för främst nordamerikansk grävling, som brukar gräva ut deras underjordiska bon, men även för prärievarg och ökenkatträv.

### Fortplantning
Ammospermophilus nelsoni är polygynandrisk, båda könen har flera sexualpartners. Dessa hämtas vanligen från det egna reviret, men man har sett exempel på honor som vandrat upp till en kilometer för att hitta en hane. Parningen sker oftast under våren när tillgången till föda är störst. Efter ungefär 26 dagars dräktighet föder honan 6 till 12 ungar. Ungarna stannar sina första veckor i boet.
Hanen tar ingen del i vården av ungarna.

## Utbredning
Denna gnagare förekommer bara i två mindre områden i centrala till västra San Joaquin Valley med angränsande land i Kalifornien.

## Status
IUCN kategoriserar arten globalt som starkt hotad, och populationen minskar. Främsta anledningen är habitatförlust till följd av uppodling, byggnation och oljeutvinning. En bevarandeplan föreligger för området som man förmodar skall ha gynnsam inverkan på arten.